# آلهة الحرب في بابل (فلم 1962)
آلهة الحرب في بابل (بالإيطالية: Le sette folgori di Assur) هو فيلم إيطالي من نوع بيبلوم تم إنتاجه عام 1962. تدور أحداث الفيلم في بلاد ما بين النهرين. ويُظهر الفيلم بشكل غير دقيق بعض الشخصيات التاريخية التي عاشت في فترات زمنية مختلفة كأنهم معاصرون لبعضهم البعض.

## ملخص
ميرّا، فتاة صغيرة فقدت والديها على يد الآشوريين، يعثر عليها رسول آلهة فارسي يدعى زرادشت بالقرب من شعبها الذي تعرّض لمذبحة ثم يأخذها إلى نينوى التي يحكمها الملك ساردانابالوس. بعد ذلك، تتولد قصة حب بين ميرّا وشمش شوم أوكين، شقيق الملك. لكن ساردانابالوس يبدأ بحبها أيضا، وعندما يدرك أن هذا الشغف قد يثير الخلاف بينه وبين شقيقه، يعيّن شمش ملكاً على بابل ويرسله إلى هناك برفقة ميرّا. لكن الأوضاع تتفاقم، ويتصاعد الانقسام بينهما حتى تصل الأمور إلى حرب بين آشور وبابل. في النهاية، يسيء ساردانابالوس إلى الآلهة، فيحدث طوفان يؤدي إلى تدمير آشور بالكامل.

## طاقم التمثيل
- هوارد داف بدور ساردانابالوس
- جوسلين لين بدور ميرا
- لوتشيانو مارين بدور شمش شوم أوكين
- جيانكارلو سبراجا بدور أرباسيس
- آرنولدو فوآ بدور زرادشت
- ستيليو كانديلي بدور حمورابي
- خوسيه جريتشي بدور كريسيا

## روابط خارجية
- War Gods of Babylon  في قاعدة بيانات الأفلام على الإنترنت (بالإنجليزية)